# Dans le Nord
Dans le Nord (en anglais, Blue Lake, In the Northland),  est le nom d'une grande peinture à l'huile de Tom Thomson réalisée en atelier sur châssis de dimensions  d'environ 44 × 40 pouces (101,7 × 114,5 cm) qui, par don des Amis du musée en 1922,  fait depuis partie des collections du Musée des beaux-arts de Montréal.

## Méthode
Tom Thomson, dès 1912, visite le parc provincial Algonquin. Il fait souvent avec ses amis peintres de longs voyages dans les contrées sauvages de l'Ontario, et la nature devient ainsi sa principale source d'inspiration.
Il part également seul en forêt et en canoë sur les lacs avec son matériel de peintre au printemps et en été et ramène une multitude de pochades exécutées sur place.
Ces pochades ne sont pas des esquisses à proprement parler mais des œuvres à part entière même si certaines font l'objet ensuite d'un travail postérieur s'en inspirant : en effet, revenu dans son atelier de Toronto, Tom Thomson reprend en hiver, ses meilleures vues sur de grands châssis entoilés dans des techniques différentes.
|  | Comparaison des tailles |
|  | ----------------------- |
|  |                         |